# Elektrochemický ekvivalent
Elektrochemický ekvivalent látky je hmotnost dané látky, která se vyloučí na elektrodě, jíž bude po dobu jedné sekundy procházet proud jednoho Ampéru (tj. projde jí jeden Coulomb elektrického náboje). Značí se {\displaystyle A} a udává se v jednotkách kg·C−1.

## Výpočet
Z Faradayových zákonů elektrolýzy plyne, že se jedná o konstantu specifickou pro danou látku, kterou lze spočítat pomocí druhého Faradayova zákona
{\displaystyle A={\frac {M_{m}}{F\cdot z}}.}
- {\displaystyle M_{m}} — molární hmotnost
- {\displaystyle F} — Faradayova konstanta ({\displaystyle F=96485,3321233100184} C/mol)
- {\displaystyle z} — oxidační číslo

## Tabulka hodnot
| Prvek       | Elektrochemický ekvivalent [kg·C−1·10−9] |
| ----------- | ---------------------------------------- |
| Stříbro     | 1118                                     |
| Měď         | 329,5                                    |
| Zlato       | 681,2                                    |
| Železo      | 289,4                                    |
| Zinek       | 339                                      |
| Vodík (H2)  | 104,4                                    |
| Sodík       | 238,7                                    |
| Draslík     | 405,5                                    |
| Kyslík (O2) | 82,8                                     |
| Hliník      | 93,6                                     |